# Moshe Arbel

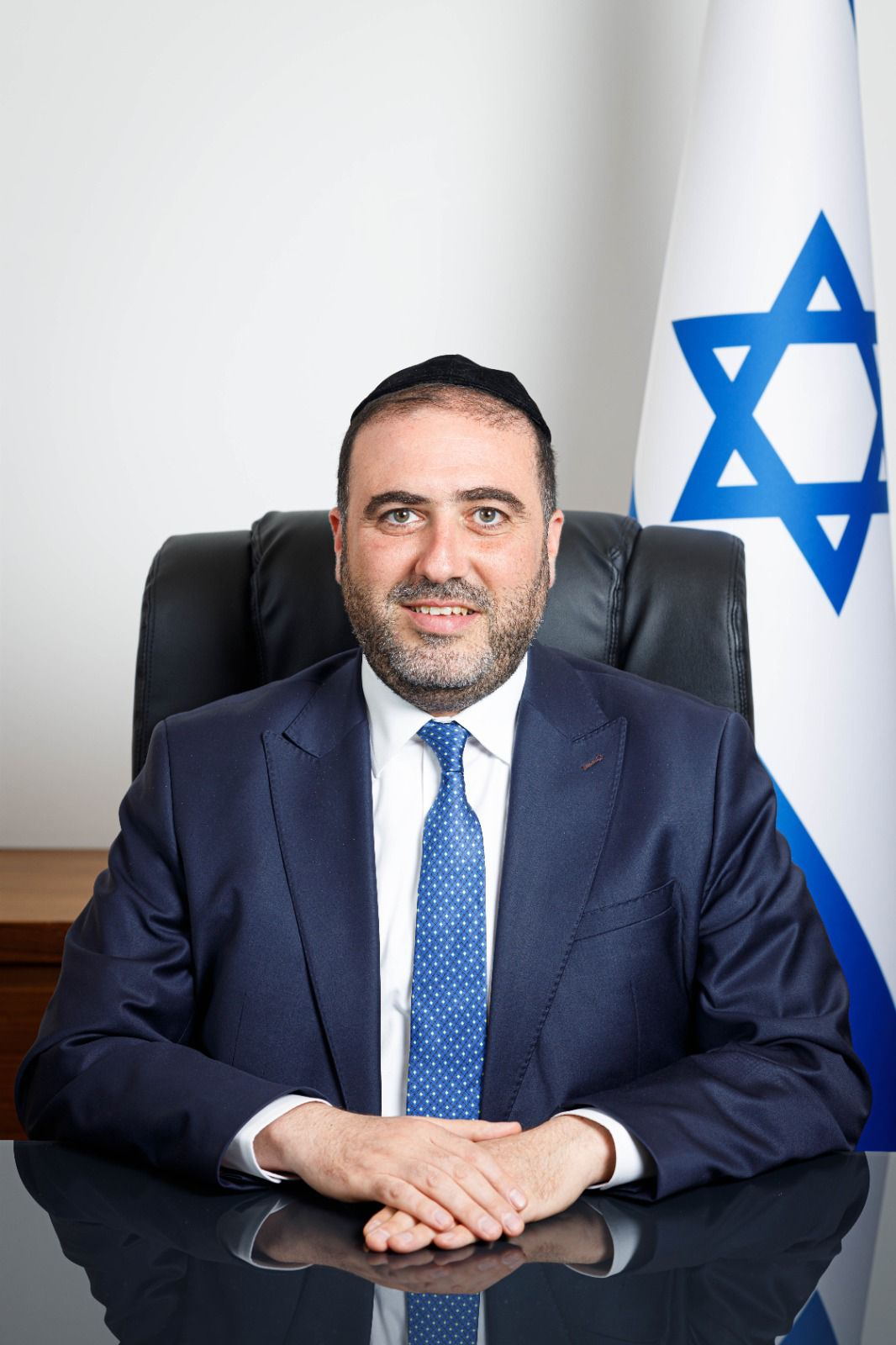
Moshe Arbel

Moshe Arbel (hebräisch מֹשֶׁה אַרְבֵּל; * 26. Dezember 1983 in Petach Tikwa, Israel) ist ein israelischer Rabbiner, Anwalt und Politiker der Partei Schas. Arbel ist der amtierende Innenminister im Kabinett von Premierminister Benjamin Netanyahu.

## Früher Werdegang und Ausbildung
Moshe Arbel ist im Dezember 1983 in Petach Tikwa geboren. Sein Vater war im Religiösen Rat von Petah Tikwa und ein Anhänger der Partei Schas. Arbel war ein Student der Thora und wurde zum Rabbiner geweiht. Nach dem Studium trat er in die Dienste der Israelischen Armee, wo er für die Identifizierung der Körper zuständig war. Darauf studierte er Jura am Ono Academic College, an welchem er den Bachelor sowie auch den Master absolvierte. Moshe Arbel ist verheiratet und hat fünf Kinder.

## Politische Laufbahn
Von 2013 bis 2015 war er der rechtliche Berater von Yoav Ben-Tzur einem Mitglied der Knesset (MdK) von der Schaspartei. Zwischen 2016 und 2018 war er Stabschef von Arjie Deri, dem Präsidenten der Schaspartei.  2019 wurde er in die Knesset gewählt.
Er sieht die sozialen Aspekte des Kapitalismus wie Gnade oder Mitgefühl als eine jüdische Qualität an. Armen Kindern Hilfe zukommen lassen erfüllt ihn mit Zufriedenheit.

### Minister
Im April 2023 wurde Moshe Arbel zum Innen- und Gesundheitsminister gewählt, nachdem Arje Deri von diesen Ämtern zurücktreten musste. Als solcher wurde er der beliebteste Ultraorthodoxe Israelische Politiker bekannt. Als Innenminister musste er sich mit der Reisepass-Krise beschäftigen, die darin bestand, dass es für Israeli einfacher war, eine Green Card zu beantragen als ihren Israelischen Reisepass zu erneuern.
Nachdem Terrorangriff der Hamas vom 7. Oktober 2023 trat er als Gesundheitsminister zurück, blieb jedoch Innenminister.  Im Februar 2025 stattete er der jüdischen Schule Beis Menachem in Laval, Frankreich einen Besuch ab. Im Februar 2025 ließ er das Mitglied des Europäischen Parlaments Rima Hassan nicht ins Westjordanland einreisen, da sie für den Boykott Israels eingestanden haben soll. Er hält die Trennung von Staat und Religion für Israel unpassend, da Israel seine Existenz mit dem Judentum begründet.
Moshe Arbel ist ein entschiedener Unterstützer des Israelischen Siedlungsbaus im Westjordanland der nach dem Völkerrecht verboten ist. Arbel spricht sich für die freiwillige Ausreise von Palästinenser aus Gaza aus und will eine solche Ausreise auch beaufsichtigt haben, was von Deutschland, das die Flüchtlinge aufnahm aber sofort bestritten wurde, und erklärte dass die Palästinenser nicht aus Gaza vertrieben werden sollten.